# البهائية في الصين
قُدم الدين البهائي لأول مرة في الصين أثناء حياة مؤسسه، بهاء الله (1817-1892).
لطالما اعتبرت الديانة البهائية الصين دولة ذات مستقبل عظيم، ولكنها روحياً أيضاً، تتمتع بالقدرة على أن تكون "شمعة مضيئة لعالم الإنسانية" "تروج لمبادئ الحضارة الإلهية". كما أشار عبد البهاء في عام 1917 إلى ترتيبات للسفر بنفسه إلى كاشغر في غرب الصين لتعليم الشعب الصيني وحصل على جواز سفر ولكن السلطات العثمانية منعته من الذهاب. تشير تقديرات جمعية أرشيفات بيانات الأديان (التي تعتمد بشكل أساسي على الموسوعة المسيحية العالمية) إلى وجود حوالي 6000 بهائي في عام 2005.

## تاريخ
أول سجل لبهائي يعيش في الصين هو للفارسي الحاج ميرزا محمد علي، الذي عاش في شنغهاي من عام 1862 إلى عام 1868. انتقل إلى هونج كونج في عام 1870، وانضم إليه شقيقه وأسسوا شركة تجارية هناك. وبقوا حتى عام 1897. في الفترة من 1881 إلى 1882 أقام في هونغ كونغ ابن أخ زوجة الباب.
يقال إن ميزا عبد الفضل جولبايجاني، وهو عالم إسلامي وبهائي بارز، كان على اتصال دائم مع عبد البهاء، زار كاشغر في عام 1891.
وقد استقر بهائيون آخرون في شنغهاي في أوائل القرن العشرين، وبقي أحدهم هناك حتى وفاته في عام 1924.
تعترف الكتابات البهائية بأن "رواد" البهائية وصلوا إلى الصين في وقت مبكر.
سافر عدد كبير من البهائيين الأجانب إلى الصين خلال السنوات غير الحربية. وقد بقي بعضهم لفترات قصيرة للقاء السكان وغيرهم أو لتقديم عروض تقديمية للمهتمين. وقام آخرون بزيارات طويلة الأمد، وزاروا العديد من المدن، وأجروا مقابلات صحفية، واجتمعوا مع شخصيات صينية بارزة.

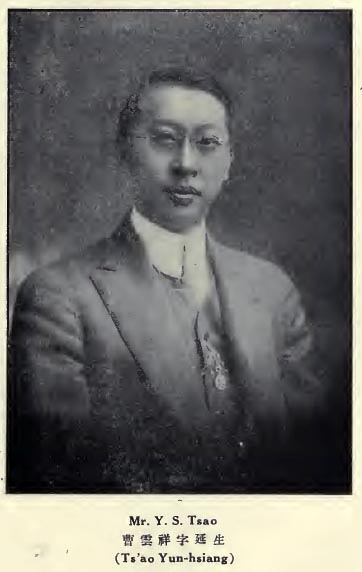
تساو يون شيانغ، رئيس جامعة تسينغهوا من عام 1920 إلى عام 1928، أصبح بهائيًا في عام 1924.

وكان من أبرز أفراد هذه المجموعة الأخيرة مارثا روت التي قامت بثلاث رحلات إلى الصين (1923-1924، 1930، 1937) - وكانت الرحلة الأولى منها تستغرق ما يقرب من عام. سافرت على نطاق واسع في الصين، وألقت محاضرات في العديد من الجامعات، وأجرت عشرات المقابلات الصحفية (على سبيل المثال، صحيفة North China Standard، يوم الثلاثاء 25 سبتمبر 1923؛ وصحيفة Peking Daily News، يوم 4 أكتوبر 1923)، ورفعت من معنويات البهائيين الصينيين، واجتمعت مع شخصيات بارزة في تاريخ الصين (على سبيل المثال، صن يات صن أول رئيس لجمهورية الصين 1912-1914؛ والدكتور كاو يون شيانغ (المترجم أيضًا باسم الدكتور YS Tsao أو Cao Qinwu) الذي كان رئيسًا لجامعة تسينغهوا من عام 1922 إلى عام 1928 والذي أصبح بهائيًا في عام 1924.
وكان مصدر آخر لانتشار الدين البهائي إلى الصين هو سفر المواطنين الصينيين إلى الخارج للدراسة أو العمل. من عام 1920 إلى عام 1940، أرسلت الصين العديد من العلماء إلى الخارج. وأصبح بعضهم بهائيين. كان تشين هاي آن (الذي يُعرف أيضًا باسم تي جيه تشوانج أو هارولد أ. تشين)، الذي يُعتبر أول صيني يقبل الدين البهائي، قد حضر اجتماعات البهائية في شيكاغو وعاد إلى شنغهاي في عام 1916.
وكان أحد أتباعها الأوائل، السيد لياو تشونغتشن (المعروف أيضًا باسم تشان سونغ ليو)، قد سمع عن الدين البهائي أثناء دراسته في جامعة كورنيل حوالي عام 1921. عاد إلى قوانغتشو (كانتون) ليصبح أستاذاً في جامعة صن يات صن ورئيساً لقسم تربية دودة القز في الحكومة الصينية. نُشرت مقالته "النظرة الصينية للقضية البهائية" في مجلة عالم البهائية 1932-1934.
قام الدكتور كاو يون شيانغ بترجمة العديد من الكتب البهائية بما في ذلك كتاب بهاءالله والعصر الجديد الذي نُشر عام 1931، ومحادثات باريس وأجزاء رئيسية من كتاب بعض الأسئلة المجابة. كتب الدكتور كاو في عام 1930:
بالنسبة للمؤمن البهائي الحقيقي، فإن رؤية معاناة البشر وجهلهم وفقرهم ستضاعف جهوده في العمل على تحسينها. وسيُطرد الغرور والكبرياء والمكاسب الأنانية من أفكاره بطبيعة الحال. إن الصين بحاجة ماسة إلى هؤلاء الرجال، والجميع يعلم ذلك ويشعر به بشدة. إذا استطاع الدين البهائي توفير هؤلاء الرجال، فإن الصين ستقبل هذا الدين طوعًا وشوقًا.

## نمو
بدأ المجتمع البهائي يترسخ بشكل أكثر رسوخًا في شنغهاي مع وصول العديد من الرواد. في عام 1921، طُبعت أول مطبوعة باللغة الصينية، من قبل البهائيين في شنغهاي. وفي عام 1928 أُسست أول جمعية روحية محلية في الصين. وقد نشأت مجتمعات أصغر أخرى في ذلك الوقت في بكين وقوانغتشو وهاربين.
خلال الحرب العالمية الثانية، وعلى الرغم من الصعوبات في التواصل، استمرت بعض المراسلات بين شوقي أفندي، رئيس الديانة البهائية آنذاك، والبهائيين في البر الرئيسي الصيني.
بعد الحرب العالمية الثانية، اضطر جميع البهائيين الأجانب، باستثناء واحد، وهو حسين أوقولي، إلى مغادرة الصين، لكن النمو حدث بين الصينيين الأصليين وفي المجتمعات المحيطة.
ابتداءً من خمسينيات القرن العشرين، فُتحت مناطق عذراء جديدة للديانة البهائية: ماكاو في عام 1953 وجزيرة هاينان في عام 1959.
في عام 1957 أُنتخبت أول جمعية روحية وطنية لشمال شرق آسيا مع منطقة اختصاص تشمل اليابان وكوريا وتايوان (فورموزا) وماكاو وهونج كونج وجزيرة هاينان وجزيرة سخالين.
في عام 1967 أُسست الجمعية الروحية الوطنية للبهائيين في تايوان. في عام 1974 أُسست الجمعية الروحية الوطنية للبهائيين في هونغ كونغ. في عام 1989 أُسست الجمعية الروحية الوطنية للبهائيين في ماكاو.
ومع توسع الصين في جهودها الإصلاحية وزيادة تفاعلاتها مع المجتمع العالمي، انتقل المزيد من البهائيين إلى الصين.

## الإدارة والعضوية
لا يوجد نظام إداري بهائي رسمي قائم في الصين القارية، على الرغم من وجود مثل هذا النظام رسميًا في تايوان وهونج كونج وماكاو (حيث تعد الجماعة البهائية واحدة من الطوائف الدينية الخمس الكبرى في تلك المنطقة الإدارية الخاصة).
إن الهيكل الإداري الرسمي الذي تستخدمه الديانة البهائية في العديد من أجزاء العالم مرتبط ارتباطًا وثيقًا بالتعاليم التي قدمها بهاء الله. في بلد ما، يتكون هذا الهيكل من الجمعيات الروحية المحلية (على مستوى المجتمع) والجمعية الروحية الوطنية مع اللجان الفرعية أو المجالس أو المجالس. ويُنتخب كلا المجلسين الروحيين سنويا، ويتكون كل منهما من تسعة أشخاص مقيمين في ذلك المجتمع أو ذلك البلد على التوالي.
لا يجوز إلا للبهائيين المسجلين رسميًا المساهمة في الصناديق البهائية. لا يُقبل أي أموال خارجية للأنشطة ذات الطابع الديني الصارم أو لأي مساع أخرى تتعلق بالتنمية الداخلية للمجتمع البهائي.
ونتيجة لعدم وجود تسجيل رسمي وهيكل رسمي، فمن الصعب التأكد بدرجة معينة من اليقين من عدد البهائيين في الصين. لقد اتسع نطاق عدد المتابعين النشطين لتعاليم بهاء الله في الصين ليتجاوز نطاق معرفة الهياكل الإدارية القائمة. ومن المؤكد أن هناك أتباعًا نشطين لتعاليم بهاء الله في جميع المدن الكبرى في الصين وفي العديد من المراكز الإقليمية والمناطق الريفية. كما أن الصين لديها مجتمع كبير من المهتمين الذين يرون في الكتابات البهائية إرشادات حول كيفية عيش حياة أفضل، وبناء أسرة أقوى، وأن يكونوا آباءً أفضل، ومساعدة أحيائهم ومجتمعاتهم وبلدهم من خلال ممارسة كل أو جزء من التعاليم البهائية.
في السنوات الأخيرة، قام البهائيون الأجانب المقيمون في الصين، بالتشاور مع السلطات المحلية ذات الصلة، بتشكيل جمعيات بهائية أجنبية. توجد حاليًا جمعيات بهائية أجنبية في ست مدن (بكين، شنغهاي، داليان، تيانجين، نينغبو، وشنتشن). ويجتمعون، بعلم السلطات المحلية، في أماكن عامة محددة للتجمعات الروحية، وإقامة الأعياد البهائية والأنشطة المتعلقة بالتعليم الروحي لأبنائهم والشباب الصغار. وتهدف هذه المجموعات أيضًا إلى إظهار صدق ورغبة البهائيين الأجانب في المساهمة في تقدم الصين وشعبها.
تقدر جمعية أرشيفات بيانات الأديان (التي تعتمد في الغالب على الموسوعة المسيحية العالمية) عدد البهائيين بنحو 6000 شخص في عام 2005.

## التعاون مع الحكومة والأوساط الأكاديمية
إن الولاء للحكومة وخدمة المجتمع هو أساس متين للعقيدة البهائية،
"وبنفس الطريقة التي أكد بها بهاء الله لملوك عصره أنه "ليس من رغبتنا أن نضع أيدينا على ممالككم"، فإن المجتمع البهائي ليس لديه أي أجندة سياسية، ويمتنع عن كل مشاركة في النشاط الحزبي، ويقبل دون تحفظ سلطة الحكومة المدنية في الشؤون العامة."— بيت العدل الأعظم، قرن النور
قامت الحكومة والعلماء والوكالات غير الحكومية في الصين، بشكل مستقل أو بالتعاون مع الجمعيات الروحية للبهائيين في ماكاو وهونج كونج والمنظمات البهائية الأخرى، بالتحقيق في المبادئ والأفكار والنهج البهائية كوسيلة لتعزيز المعرفة من خلال الخطاب وجعل التنمية الاجتماعية والاقتصادية أكثر فعالية. وقد أدى ذلك في السنوات الأخيرة إلى ظهور عدد كبير من الأنشطة التعاونية. على سبيل المثال، قامت الأكاديمية الصينية للعلوم الاجتماعية، وجامعة شاندونغ، وجامعة بكين، كل منها، بمبادرة منها، بإنشاء مركز للدراسات البهائية.
في خريف عام 1995، سافر نحو 500 بهائي من أكثر من 50 بلداً إلى الصين للمساهمة في اجتماعين دعت إليهما الأمم المتحدة: المؤتمر العالمي الرابع المعني بالمرأة الذي عقد في بكين في الفترة من 4 إلى 15 سبتمبر/أيلول 1995، ومنتدى المنظمات غير الحكومية المعني بالمرأة الذي عقد في هوايرو في الفترة من 30 أغسطس/آب إلى 8 سبتمبر/أيلول 1995. حضر منتدى المنظمات غير الحكومية ما يقرب من 30 ألف امرأة ورجل. قام البهائيون برعاية وتنسيق وتنظيم أكثر من 30 ورشة عمل في المنتدى. وقد سجل في المؤتمر العالمي الرابع للمرأة في بكين نحو 17 ألف شخص. وقد أُعتمدت سبعة وفود بهائية للمؤتمر الرئيسي، بالإضافة إلى ذلك، أرسلت منظمتان أسسهما بهائيون وفودًا.
طورت علاقات عمل جيدة مع إدارة الدولة للشؤون الدينية في الصين. في عام 1993، دعت جمعية البهائيين في ماكاو وفداً من الجمعية الروحية للبهائيين في ماكاو لزيارة وكالات حكومية مختلفة في بكين. وكانت هذه هي المرة الأولى التي تقوم فيها مؤسسة بهائية بتبادل رسمي مع الحكومة الصينية في التاريخ الحديث. وقد قامت وفود لاحقة بزيارة بكين وشنغهاي ومقاطعتي شنشي وقانسو. وقد قاد المديرون العامون لـ SARA وفودًا لزيارة الجمعية الروحية للبهائيين في ماكاو ثم إلى إسرائيل بما في ذلك زيارة إلى المركز البهائي العالمي. دُعو رئيس الجمعية الروحية للبهائيين في ماكاو، إلى جانب شخصيات بارزة من الجماعات الدينية الرئيسية في ماكاو، لحضور حفلي افتتاح واختتام دورة الألعاب الأولمبية 2008 في بكين. وفي العام التالي، دُعو رئيس الجمعية الروحية لحضور احتفال الذكرى الستين لتأسيس جمهورية الصين الشعبية.

## التشابه مع المعتقدات الصينية التقليدية
وفقًا لألبرت تشيونج، هناك العديد من جوانب تعاليم بهاء الله التي تتوافق جيدًا مع المعتقدات الدينية والفلسفية الصينية التقليدية مثل : 1) الوحدة الكبرى (السلام العالمي)؛ 2) وحدة الأسرة البشرية؛ 3) خدمة الآخرين؛ 4) التعليم الأخلاقي؛ 5) قيم الأسرة الممتدة؛ 6) التحقيق في الحقيقة؛ 7) الحقيقة العليا (الله)؛ 8) الأساس المشترك للأديان؛ 9) الانسجام في الطبيعة؛ 10) غرض الاختبارات والمعاناة؛ و11) الاعتدال في كل شيء.
بسبب التشابه مع مفهوم الوحدة العظمى، كان يُشار إلى الدين البهائي سابقًا باسم منطقة الوحدة العظمى ((大同教)) باللغة الصينية.

## قراءة إضافية
- David A. Palmer (2012). "From "Congregations" to "Small Group Community Building"". Chinese Sociological Review. ج. 45 ع. 2: 78–98. DOI:10.2753/CSA2162-0555450205. hdl:10722/189427. ISSN:2162-0563. S2CID:144740503.
- Zhaoyuan Wan؛ David A. Palmer (17 ديسمبر 2019). "The Cosmopolitan Moment in Colonial Modernity: The Bahá'í faith, spiritual networks, and universalist movements in early twentieth-century China". Modern Asian Studies. Cambridge University Press. ج. 54 ع. 6: 1787–1827. DOI:10.1017/S0026749X19000210. ISSN:0026-749X. OCLC:8440578350. S2CID:213216561.

## روابط خارجية
- موقع مركز البهائي العالمي على الإنترنت
- كتابات بهائية على الإنترنت (اللغات/الصينية المبسطة)
- منشورات الألفية الجديدة الدولية، ماكاو
- الموقع البهائي للصين
- الجماعة البهائية في هونغ كونغ
- جماعة البهائيين في ماكاو
- الجماعة البهائية التايوانية
- منتدى العلوم والدين والتنمية